# Wilmer Cleveland Wells
Pour les articles homonymes, voir Wells.
Wilmer Cleveland Wells (4 novembre 1839-19 octobre 1933,) est un homme politique canadien de la Colombie-Britannique. Il est député provincial indépendant de la circonscription britanno-colombienne de East Kootenay North d'une élection partielle en 1899 à 1903, ainsi que député libéral de Columbia de 1903 à 1907.
Nommé au cabinet en 1902, il occupe le poste de Commissaire aux Terres et aux Travaux. Cependant, il est exclu en raison d'allégations faites par l'opposition qui insinuait qu'il était également agent du Canadien Pacifique.
Après avoir fait l'acquisition de l'Hôtel Hume à John Frederick Hume, Wells meurt à Vancouver en octobre 1933 à l'âge de 93 ans.
La localité de Wilmer (en), près d'Invermere, est nommée en son honneur.